# Jan Minařík
Jan Bedřich Minařík, křtěný Jan, (15. prosince 1862 Vyšehrad – 26. května 1937 Praha-Královské Vinohrady) byl český malíř a grafik, žák Julia Mařáka na pražské Akademii.

## Život
Narodil se 15. prosince 1862 na Vyšehradě u Prahy, mládí prožil v Podskalí. Začínal jako malíř porcelánu. Tato skutečnost mohla jeho budoucí tvorbu ovlivnit ve dvou směrech - tendence k drobnopisu a specifická forma poetiky. Ve školním roce 1887/88 studoval na pražské uměleckoprůmyslové škole u prof. Františka Ženíška. V roce 1888 přestoupil na pražskou malířskou Akademii k profesoru Maxu Pirnerovi. Po roce studia přešel do krajinářské školy prof. Julia Mařáka. V roce 1896 studium u prof. Mařáka úspěšně dokončil.
Ve Zlaté Praze se poprvé představil v roce 1890, kdy v čísle 26 byla publikována jeho poetická kresba k písni J. K. Chmelenského. Kromě lesních zátiší Zlatá Praha reprodukuje i jeho další obrazy z počáteční tvorby Stověžatá Praha (2. 12. 1898) a Srbsko pod Tetínem (18. 7. 1902). Dle Prokopa Tomana s Krasoumnou jednotou vystavoval poprvé v r. 1892. Na vánoční výstavě Umělecké besedy se poprvé objevuje v r. 1896, kdy vystavuje dvě studie Zákoutí starého dvorce a Lesní zátiší. Zdrojem poznání mohou být i publikované obrazy v časopise Světozor, např. Lesní koutek (22. 4. 1898) a Lesní tůň (18. 8. 1899).
Roku 1907 spolu se A. Slavíčkem a St. Lolkem navštívil postupně Německo, Belgii a zejména Francii. Z této cesty existují drobné malířské záznamy ovlivněné impresionismem. Na jaře 1914 mu Sokol v Podolí-Dvorcích uspořádal výstavu, na které Muzeum královského města Prahy nakoupilo 74 děl. V roce 1925 namaloval J. Minařík několik obrazů ze starých Pardubic. Na významné výstavě Julius Mařák a jeho škola v roce 1929 byl zastoupen položkami 88 až 128 a byl reprodukován jeho obraz Vnitřek lesa. P. F. Malý (1931) navštěvuje ateliér J. Minaříka a zmiňuje se o autorství 5 velkoformátových obrazů zobrazujících „nejdramatičtější momenty z osvobozovacích bojů Severoameričanů z područí Anglie“.
Jan Minařík byl dlouholetým členem Jednoty umělců výtvarných, která mu uspořádala posmrtnou výstavu v r. 1938. Zemřel 26. 5. 1937 v Praze.

## Dílo
Jan Minařík byl žákem prof. Mařáka sui generis a proslavil se zejména jako malíř motivů mizející a bořené Prahy.
Na výstavách Krasoumné jednoty umělecká kritika nejdříve zaznamenává Minaříkova „úžasně technicky malovaná zátiší“ (Malý, 1931), která zřejmě byla oblíbena u konzervativní části publika. Z dnešního pohledu můžeme říci, že byla až příliš „staromistrovská“ (např. Zátiší s antikvity na mramorovém stolku a Zátiší s mandolínou). Přibližně od roku 1897 začíná vystavovat lesní interiéry (např. Lesní koutek, Lesní tůň, Lesní partie z listopadu a Lesní samota), které prozrazují školu Julia Mařáka a podle dobové kritiky svojí detailností a propracovaností navazují na pojetí Bedřicha Havránka. K. M. Čapek-Chod při hodnocení 59. výroční výstavy Krasoumné jednoty ve Světozoru (17. 6. 1898) napsal: „Není sice tak vybraně moderní jako jeho bezprostřední předchůdce (rozuměj Antonín Slavíček) v dnešním našem referátě, a faktura jeho na některých místech činí dojem pracný, ba v některém detailu i primitivní, ale nelze mu upříti, že je koloristou jistého a spolehlivého oka.“
Pro pochopení vrcholného období J. Minaříka okolo r. 1910 je důležité si uvědomit, že jeho tvorba se od počátku vyvíjela ve dvou zdánlivě nesourodých směrech - akademicky propracovaná kresba a malba na jedné straně (např. Lesní interiér z r. 1897) a poetizující naivizující koncept tvorby na straně druhé (např. Fidlovačka, Pohled na Pražský hrad a Pohled na Rožmberk). Syntézou těchto dvou přístupů vznikají jeho „nesmrtelné“ obrazy z let 1907–1911, na kterých zachytil s osobitou poetičností předasanační podobu Josefova, některých částí Starého Města a Nového Města. Nelze opomenout ani řadu motivů mizejících zákoutí nebo interiéru jednotlivých domů. Maloval také na Vyšehradě, Malé Straně, Hradčanech a Pražském hradě i na pouti pražských ševců, Fidlovačce, v Nuslích. M. Pistorius (1984) vysvětloval efekt „prázdného popředí“ Minaříkových pražských motivů, který je obdobný „jako při použití výřezu dálkového pohledu z panoramatické fotografie pořízené teleobjektivem, nebo jindy naopak u snímků pořízených objektivem širokoúhlým“.
Ucelená kolekce Minaříkových pražských motivů je ve sbírkách Muzea hlavního města Prahy a je v pravidelných cyklech vystavována.

## Galerie

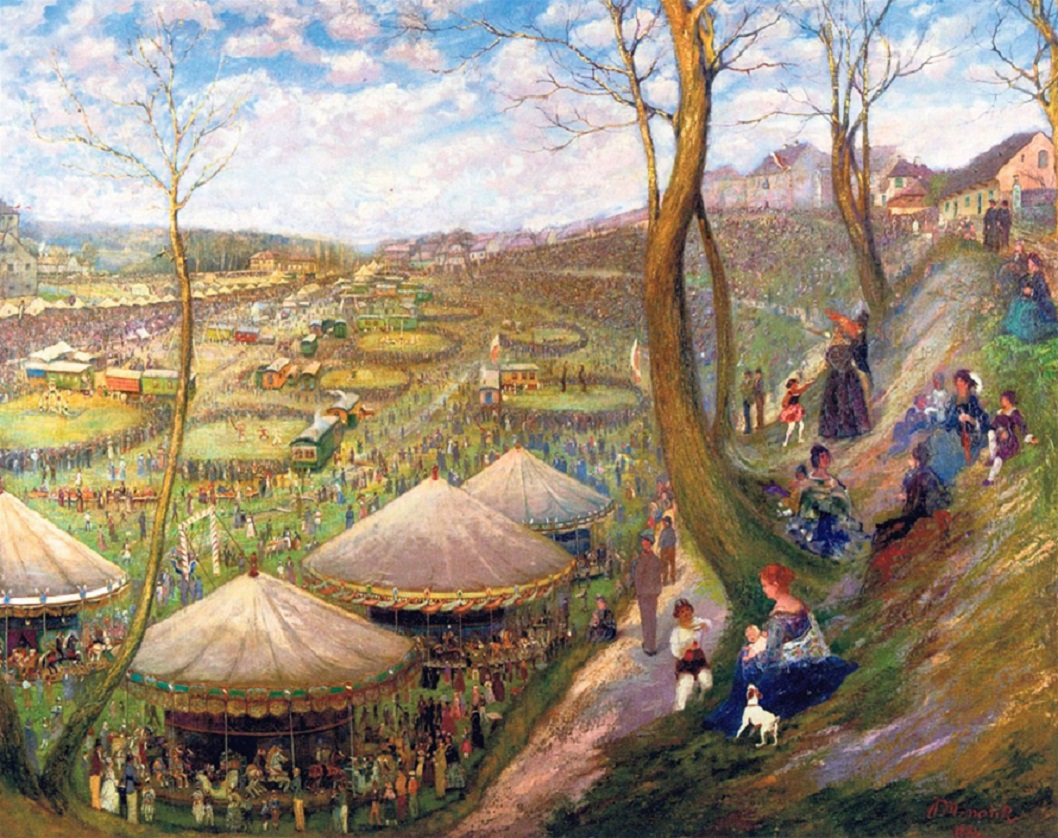
Jan Minařík Fidlovačka (1884)
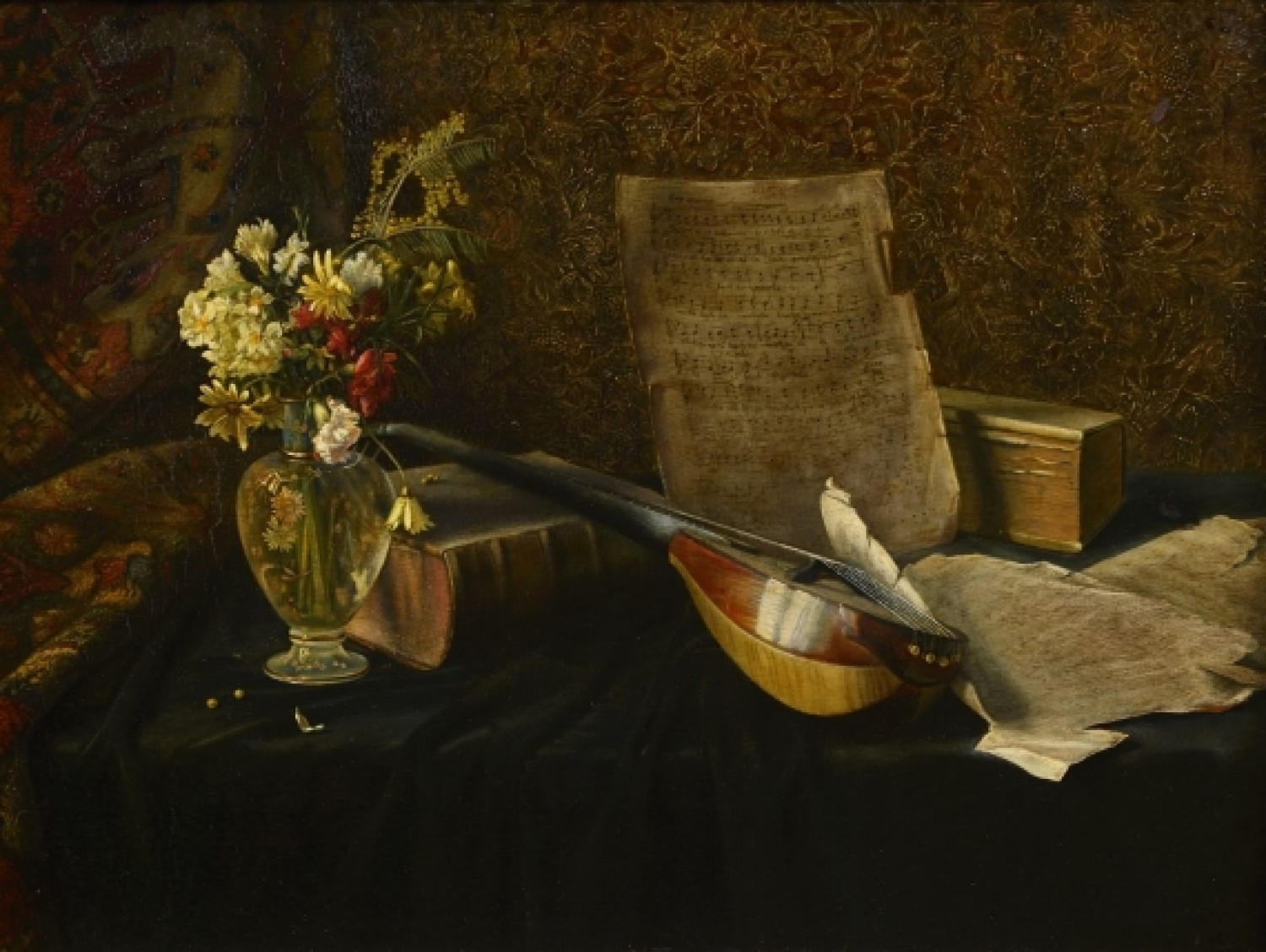
Jan Minařík Zátiší s mandolínou
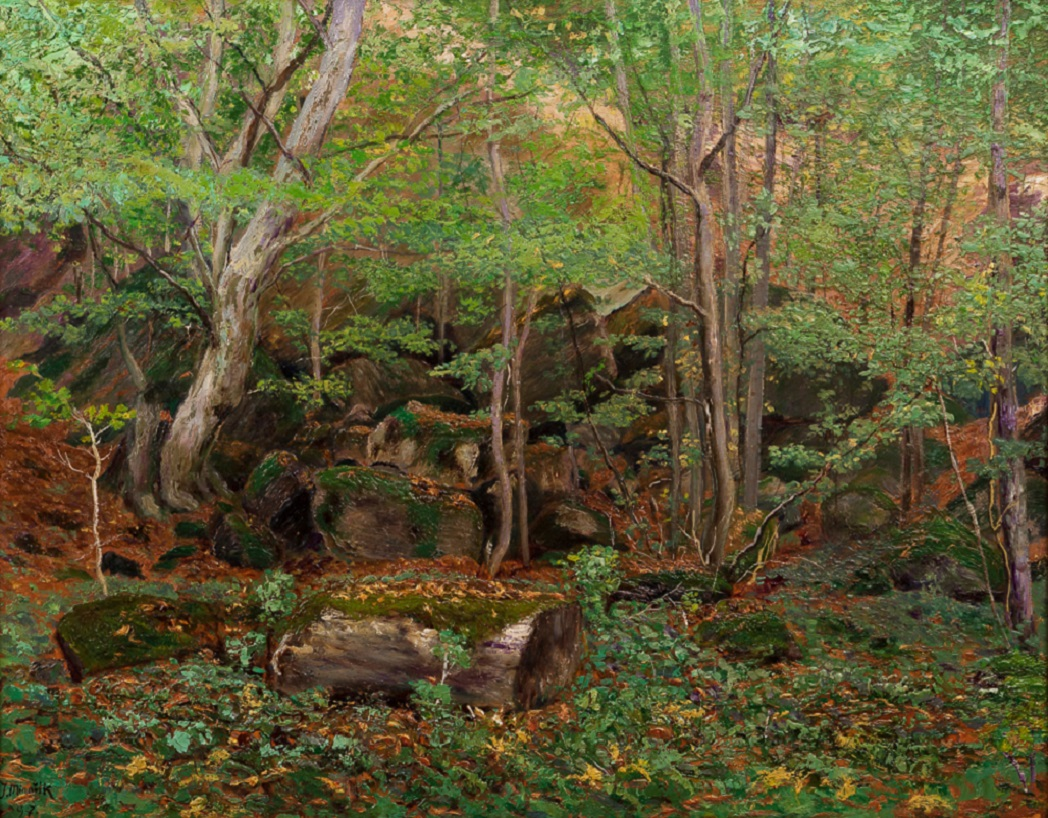
Jan Minařík Lesní interiér (1897)
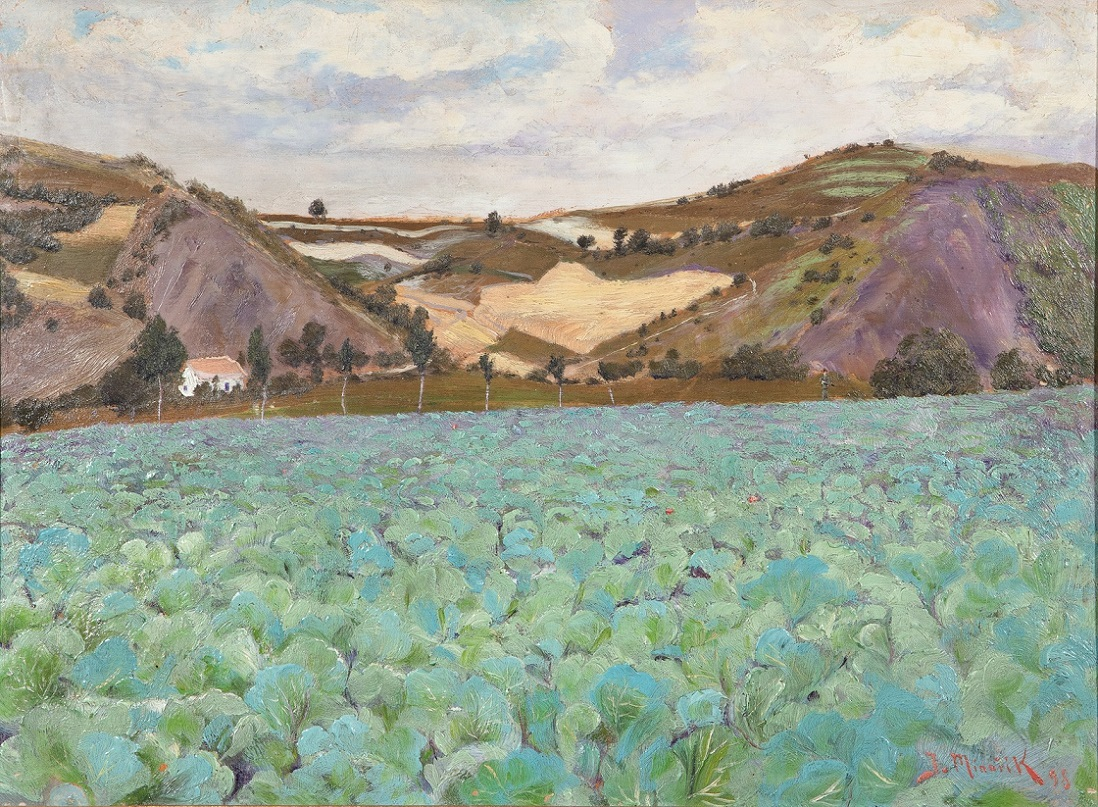
Jan Minařík Zelné pole (1898)
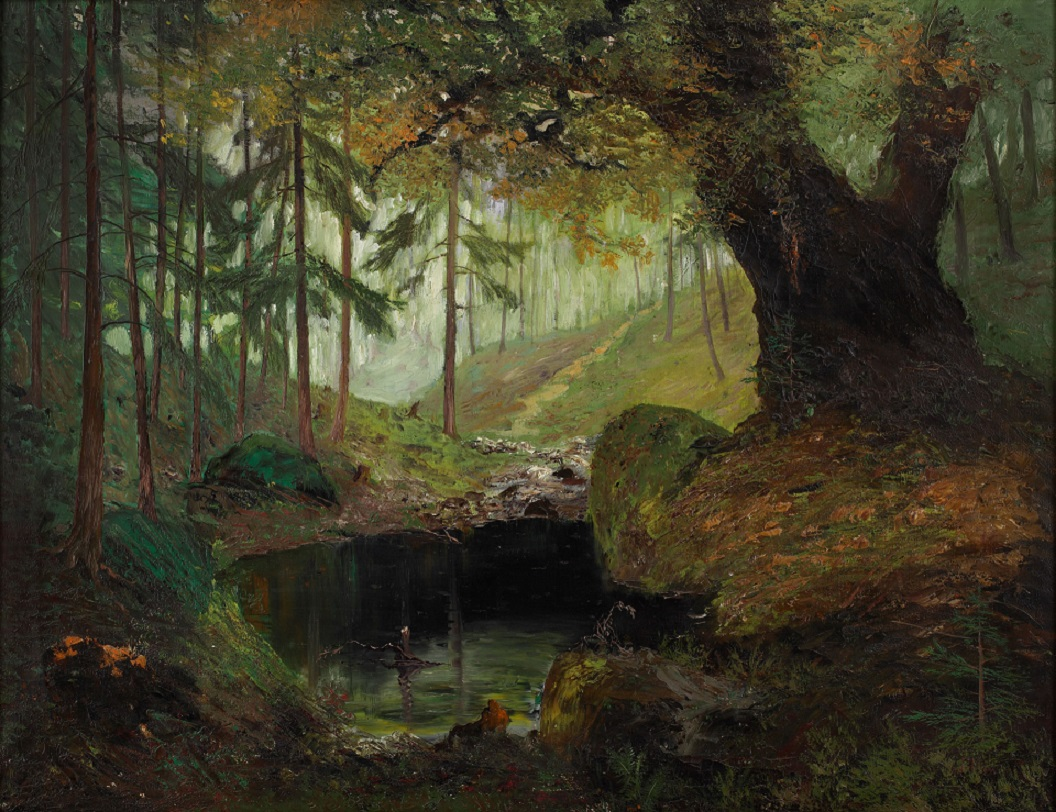
Jan Minařík Lesní tůň
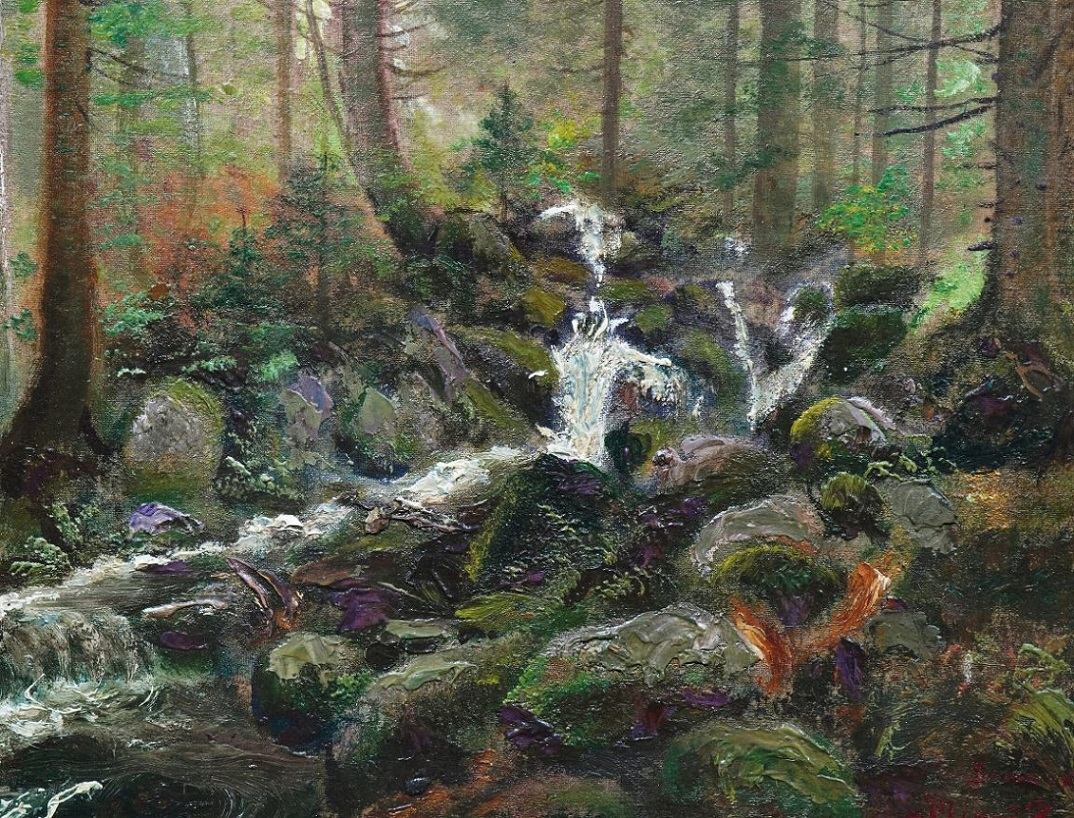
Jan Minařík Potok v lese
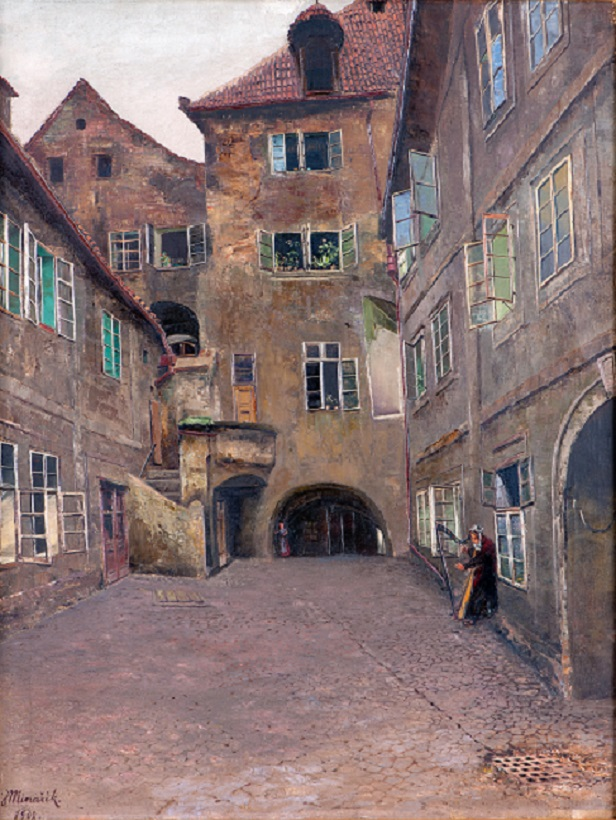
Jan Minařík Pražské zákoutí s harfenistkou (1908)
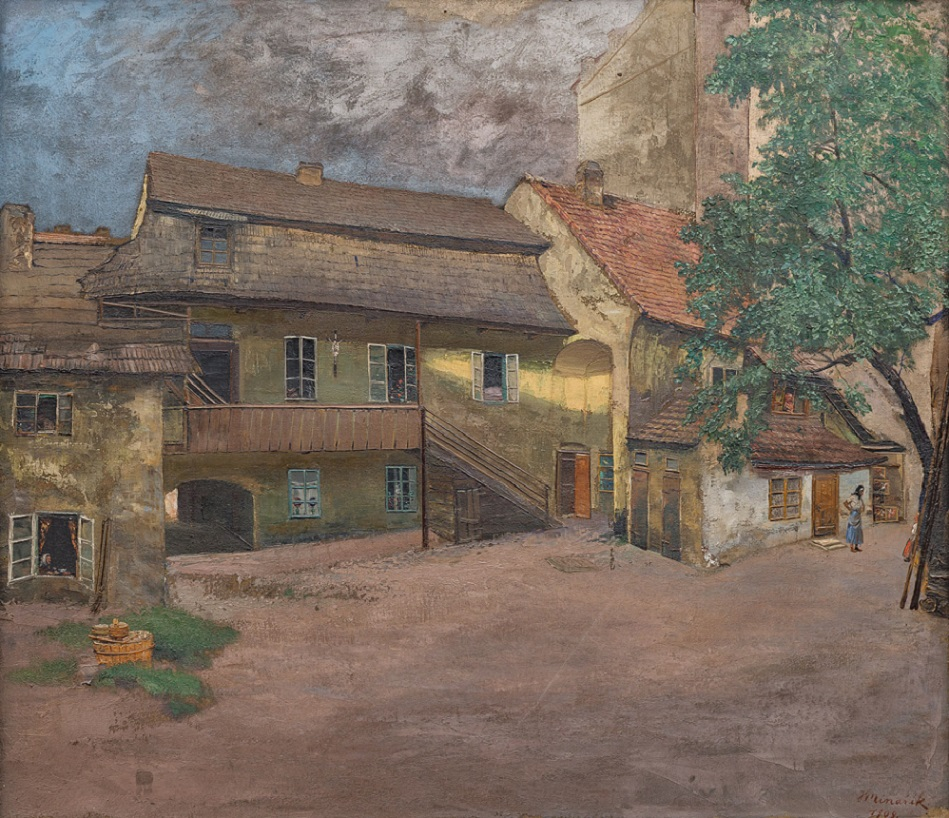
Jan Minařík Dvorek (1908)
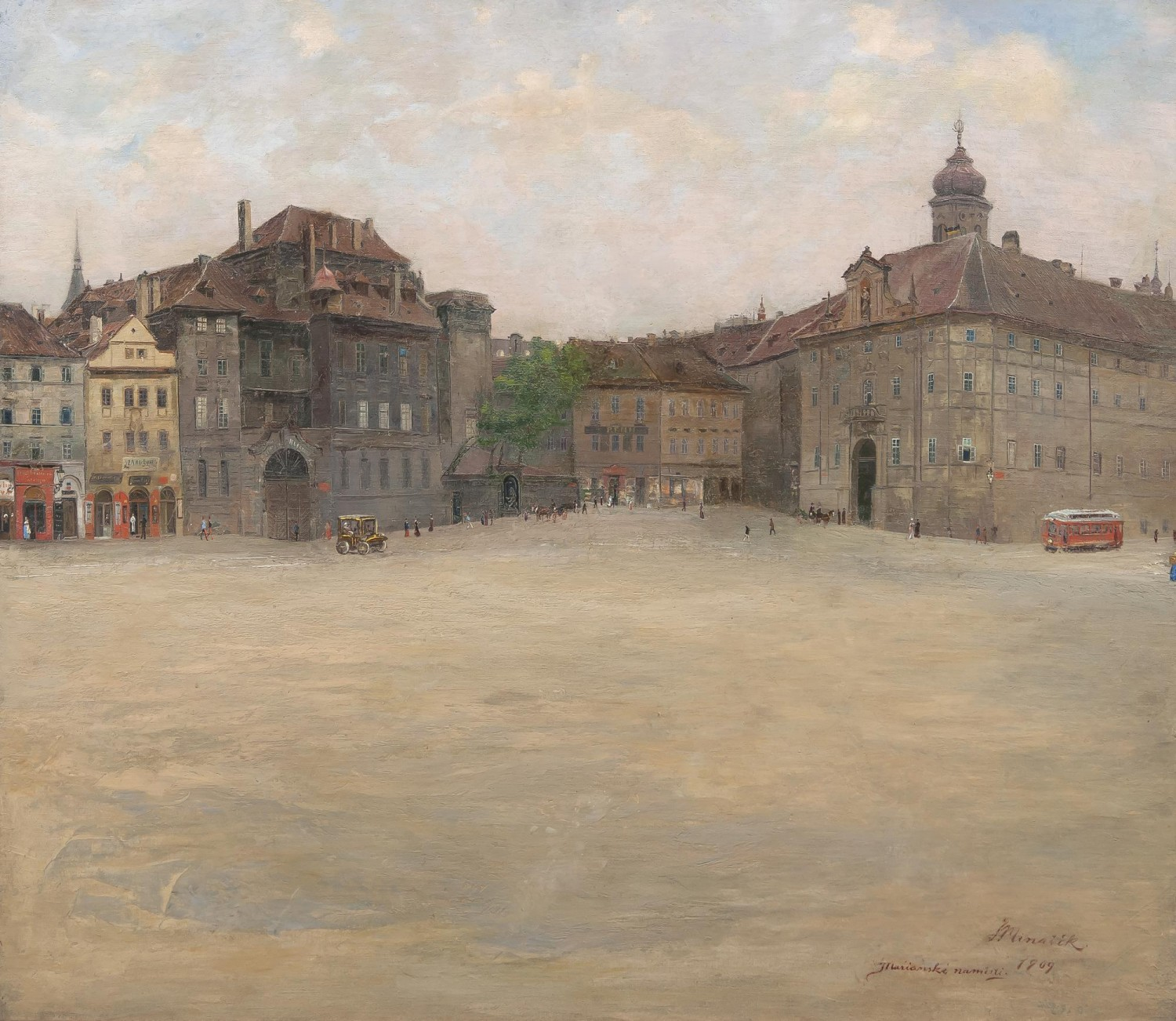
Jan Minařík Mariánské náměstí (1909)
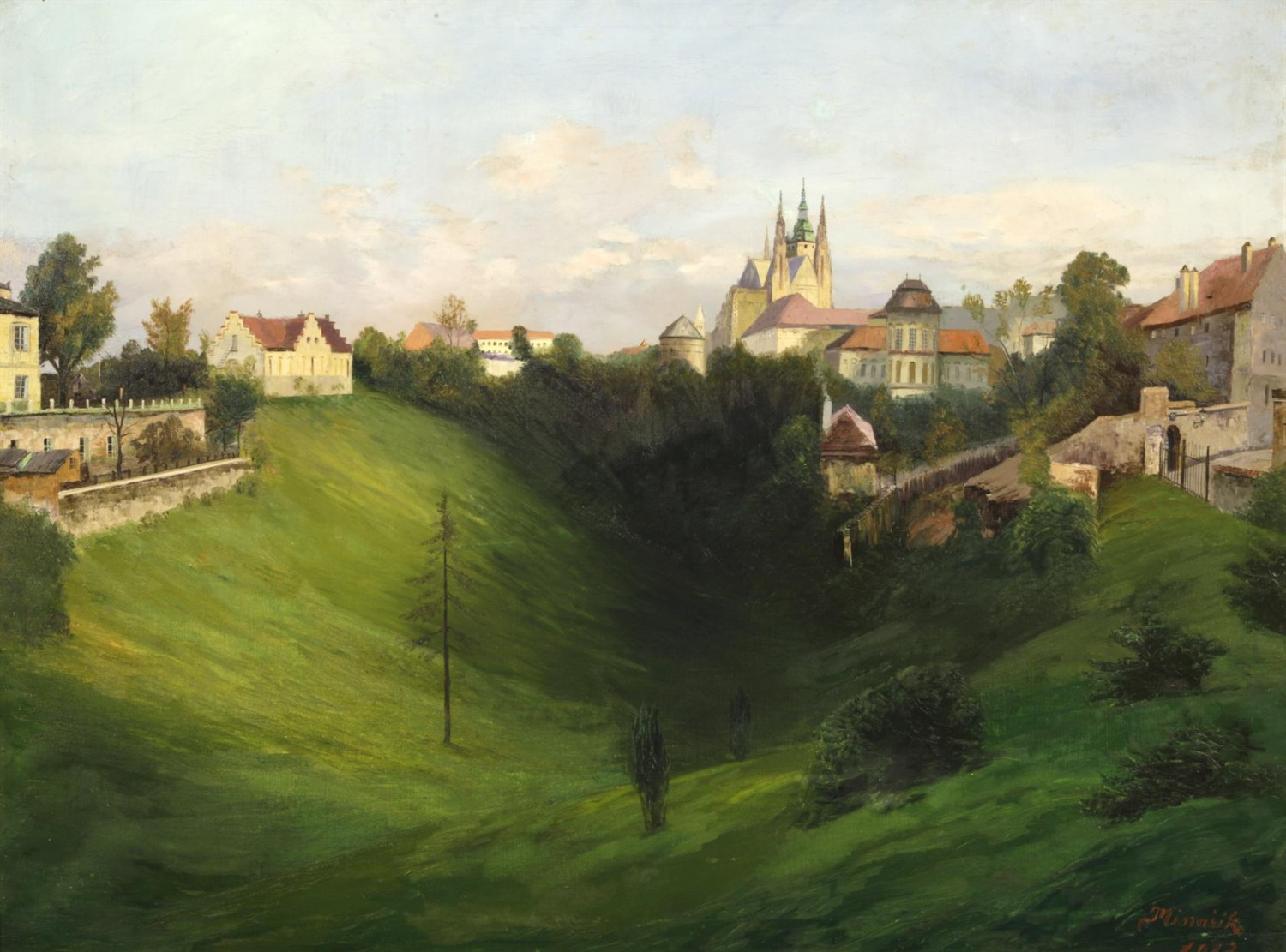
Jan Minařík Pohled na Pražský hrad (1912)
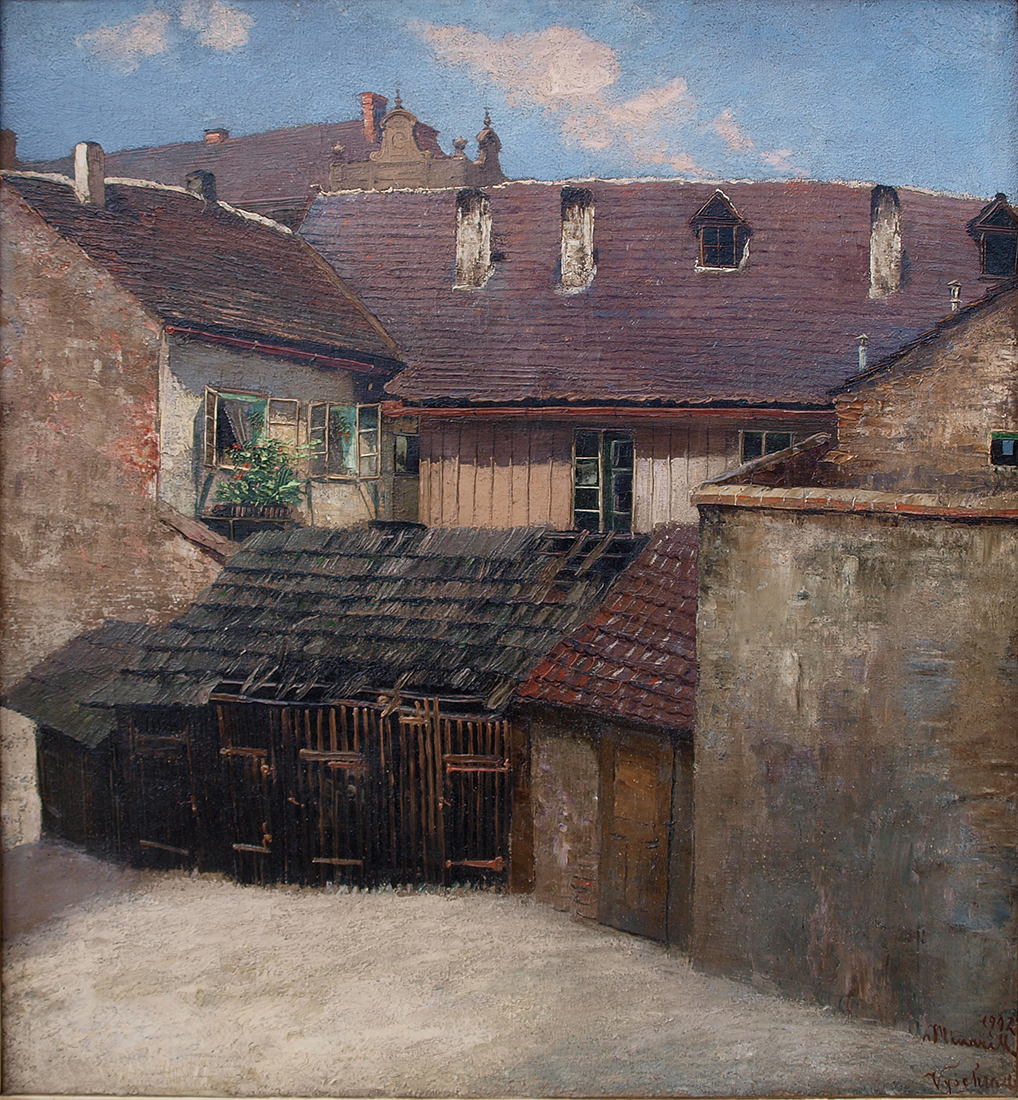
Jan Minařík Dvorek na Vyšehradě (1912)
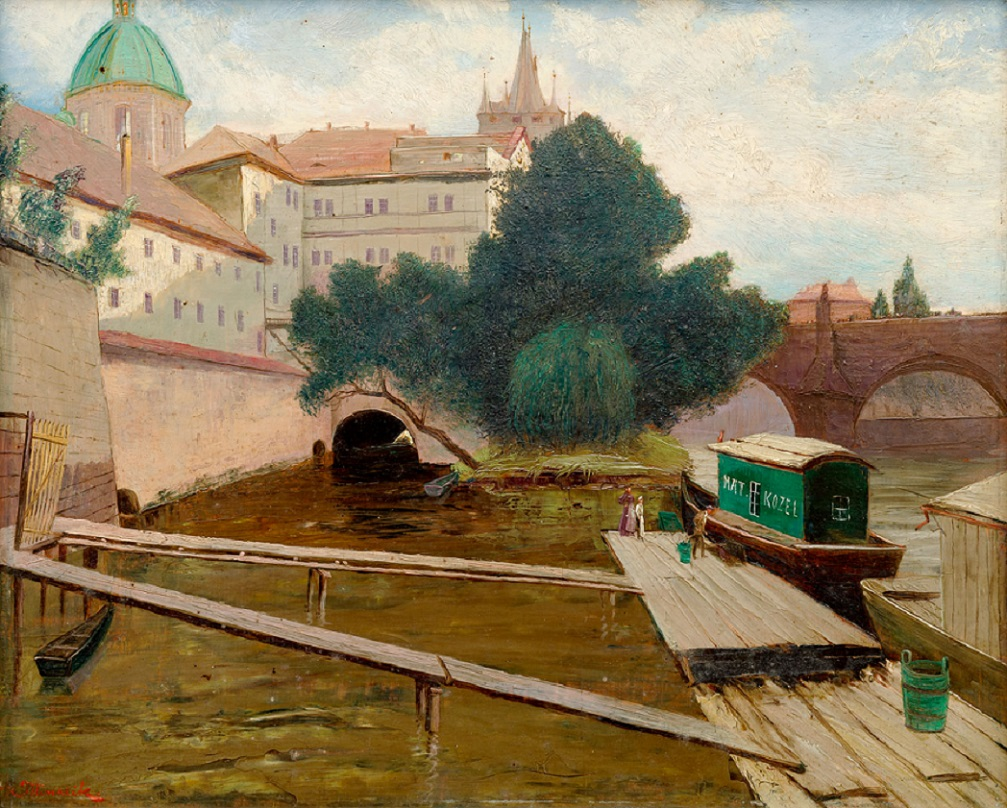
Jan Minařík Klášter u Křížovníků
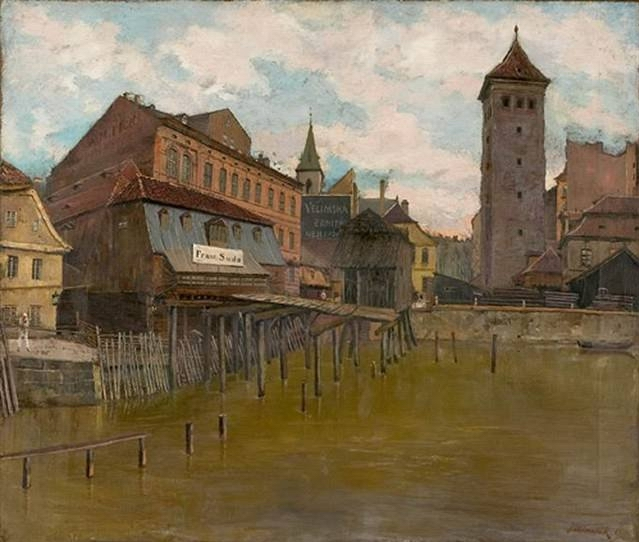
Jan Minařík Nové mlýny
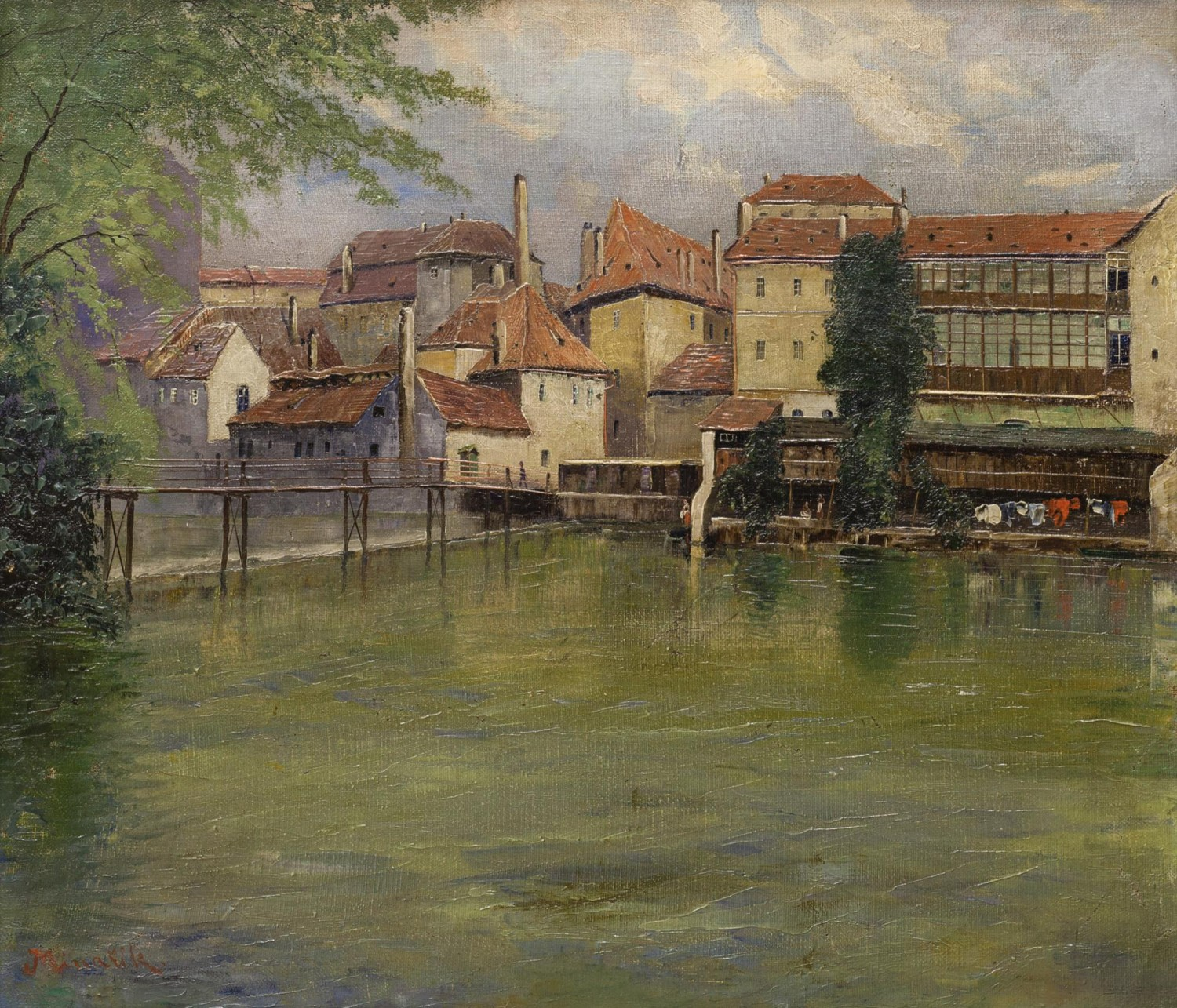
Jan Minařík Zadní trakt Novomlýnské ul. od Vltavy
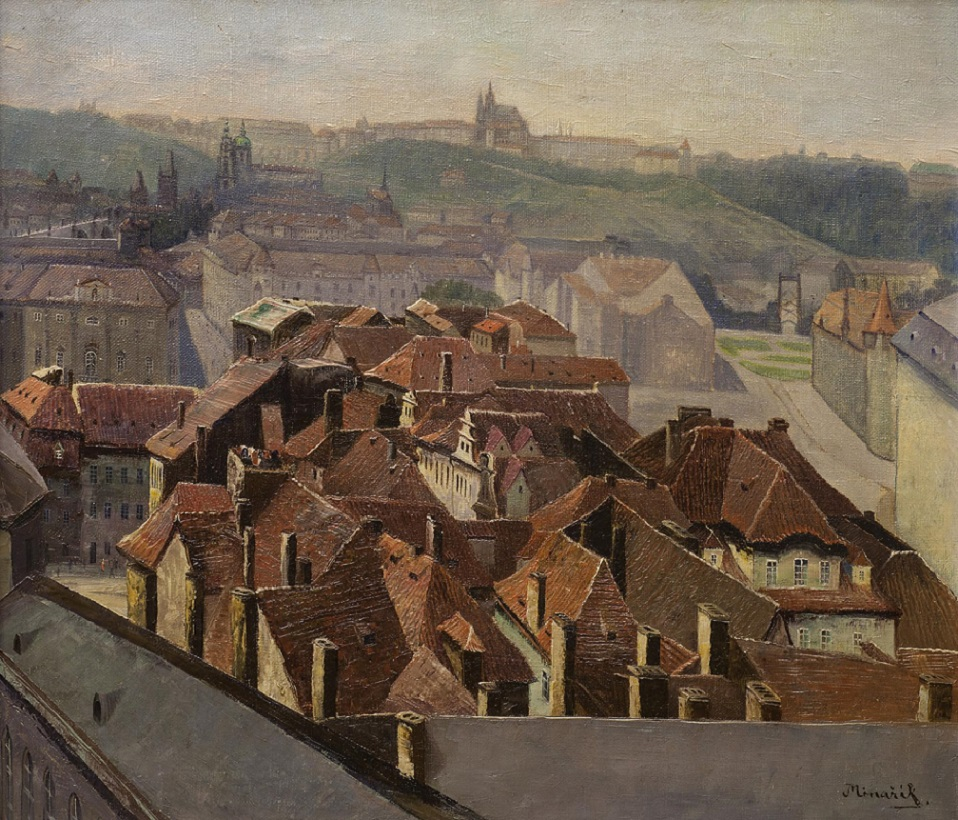
Jan Minařík Pražské střechy
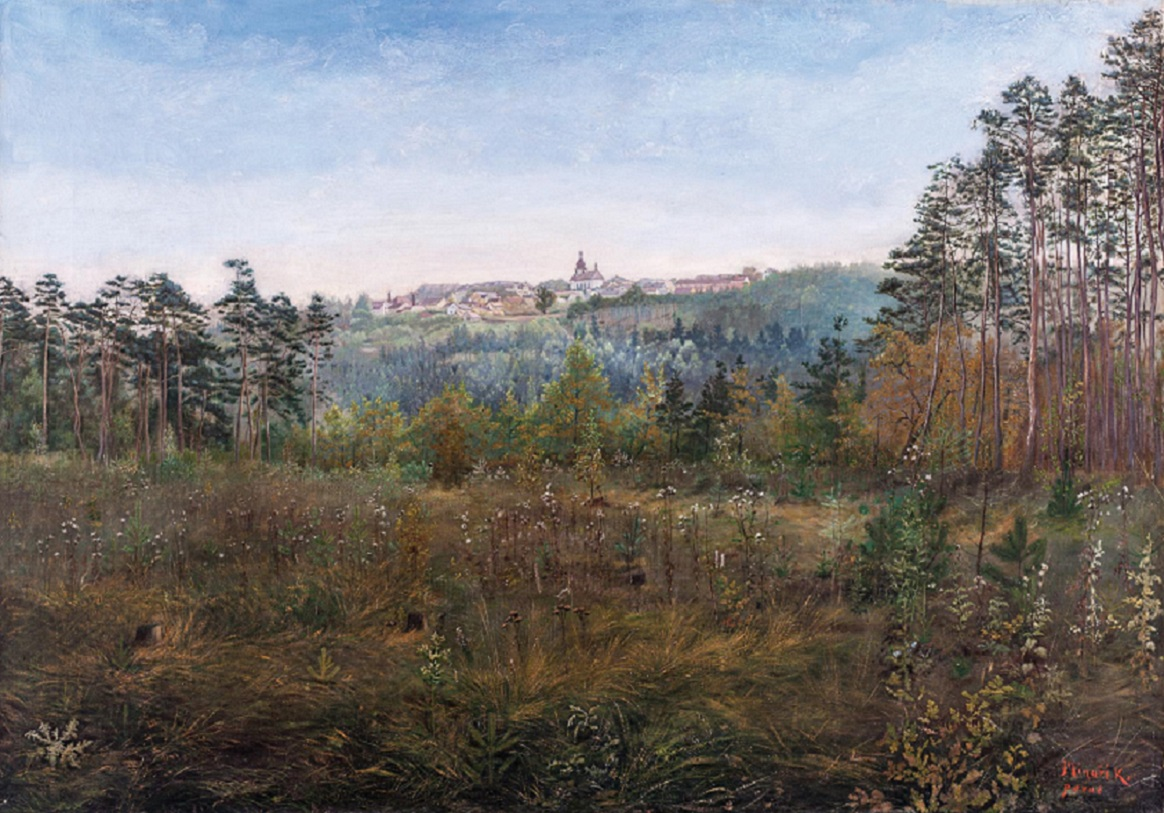
Jan Minařík Peruc
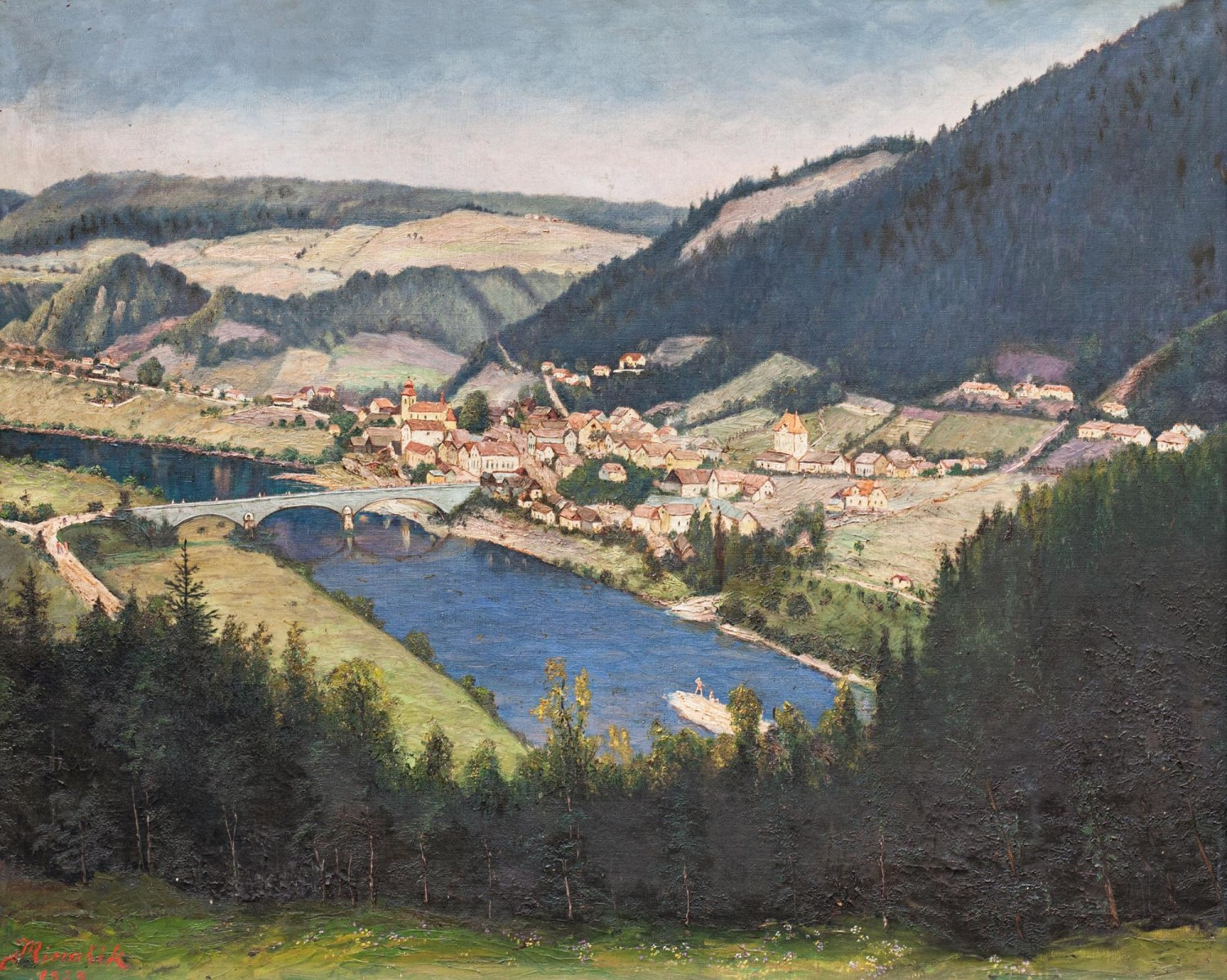
Jan Minařík Pohled na Rožmberk (1922)
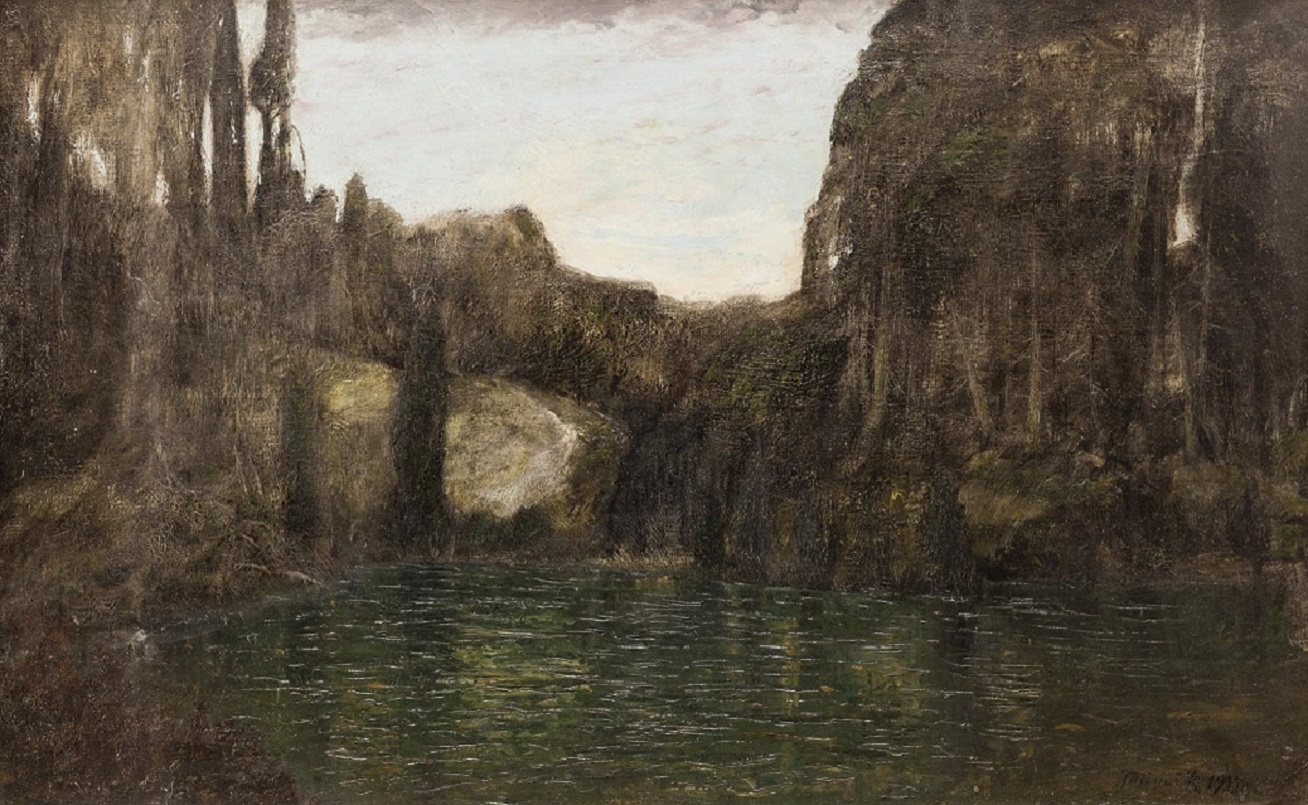
Jan Minařík Černé jezero (1935)